# آتشکده کازرون
آتشکده کازرون نام آتشکده‌ای در شهرستان کازرون است. آتشکده کازرون در سال ۱۳۱۸ و با شماره ۳۳۱ در فهرست آثار ملی ایران به ثبت رسیده‌است. کاربری احتمالی بنا در زمان ساسانیان آتشکده بوده که با توجه به شواهد گوناگون، ازجمله عدم تخریب آن در دوره‌های بعدی نظریات متعددی پیرامون کاربری آن مطرح می‌شود.
این بنا اکنون به‌دلیل عدم حفاظت و نگهداری درحال تخریب می‌باشد. 

## معماری
توضیحات بیشتر پیرامون این بنا را به صورت گزیده‌ای از مقالهٔ «بنای کوچک عصر ساسانی در نزدیکی کازرون» «ماکسیم سیرو» که در سال ۱۹۳۸ نوشته و در کتاب کازرونیه (مجموعه مقالات کازرون‌شناسی دفتر اول نشر کازرونیه ۱۳۸۱) دوباره به چاپ رسیده‌است:

نقشهٔ عمارت، بی‌نهایت ساده‌است: تالاری مربع که هر وجه آن با طاقی بیضی شکل به بیرون راه داشته و برفراز آن گنبدی نهاده بر گوشه‌بندی‌ها و فیل‌گوش‌ها. یکی از پایه‌ها و دوتا از طاقی‌ها ویران شده‌اند. (البته امروزه دوتا از پایه‌ها و سه‌تا از طاقی‌ها ویران شده‌اند و همانگونه که در عکس می‌بینید تنها دوپایه و یک طاقی از بنای مذکور به جا مانده‌است)
ابعاد خارجی بنا، ۳۰/۵×۳۰/۵ متر، ضخامت دیوارها یک متر و دهانهٔ طاق‌ها ۵۰/۲ متر است. پایه‌ها از قطعه سنگ‌هایی که ناهمواری‌های آن‌ها را تراشیده‌اند، در چینه‌های منظم به کمک ملاطی ضخیم از گچ ساخته شده‌اند. این نحوهٔ سنگ‌چینی، به‌طوری‌که در ریزش‌های سمت جنوبی و غربی ملاحظه می‌شود، در داخل پایه‌ها نیز ادامه داشته‌است. ضربی طاقی‌های بیضی، (ارتفاع از زیر دهانه طاقی تا کف زمین حدود ۴۰/۲ متر) که یکی از آن‌ها سالم باقی‌مانده، به کمک قلوه سنگ‌ها، که اندازهٔ خاصی ندارند، انجام شده. این ضربی‌ها را فقط ملاط گچی که در منطقهٔ کازرون کیفیت فوق‌العاده‌ای دارد برپا نگه‌داشته، ولی باید بگوییم این شیوه از ساختمان، استفاده از چوب‌بست و تخته‌بندی را ایجاب می‌کند. گوشه‌بندی‌های چهارگانه که بر فراز سطح فوقانی طاقی‌های بزرگ ساخته شده، گنبد را نگه داشته‌اند.
گنبد به کلی خراب شده و از آن چیزی باقی نمانده‌است و بنابراین نمی‌دانیم آجری بوده یا از قطعات سنگ ساخته شده. به هر حال این گنبد طوری ساخته شده که به قسمت زیرین خود اتصال نداشته و فقط روی آن نهاده شده‌است.
بر طبق نقشه این بنا یک چهارطاق است که احتمالاً نیایش‌گاهی بوده که مأمن و پناگاه یک محراب آتش بوده‌است. از آن جا که این بنا در میان حصاری از تپه‌های کم ارتفاع قرار گرفته‌است، از فاصلهٔ دور دیده نمی‌شود و به همین جهت ما تصور می‌کنیم آتشکدهٔ کوچکی بوده خاص اهالی محل.
به‌دلیل روشی که در ساختن این بنا به کار رفته و از روی مصالح آن در می‌یابیم که هم‌زمان با بنای سروستان ساخته شده‌است. باید بگویم که با دیدن این بنا در وهلهٔ اول گمان کردیم در مقابل یکی از چهار آتش‌گاهی که به گفتهٔ طبری توسط «مِهرنَرسه» ساخته شده و پروفسور هرتسفلد بدون آن که دقیقاً محل آن‌ها را تعیین کند آن‌ها را واقع در درّهٔ بین کازرون و فراشبند می‌داند، قرار گرفته‌ایم. به گفتهٔ هرتسفلد یکی از این چهار آتش‌گاه - که دوتا بزرگ و دو دیگر کوچک بوده‌اند که در زمرهٔ کوچک‌ها قرار داشته، آتشگاه فراشبند است که شباهت‌های زیادی با بنای یاد شده دارد. به حال این بنا چه یکی از چهار آتش‌گاه مذکور باشد چه نباشد (ما نتوانستیم در این مورد اطمینان حاصل کنیم) باید گفت از همان گروه و متعلق به همان زمان یعنی دوران سلطنت بهرام‌ پنجم (گور) می‌باشد.

برماندهای این چهارتاقی دوره ساسانی نشان می‌دهد که در ساخت آن از مصالحی چون سنگ و گچ بهره گرفته شده‌است.

## مسیر جاده‌ای
مسیر جاده‌ای به سمت این آتشکده به شرح زیر است: از کازرون به طرف منطقهٔ تفرجگاهی دریاچهٔ پریشان حرکت کرده، حدوداً ۲ کیلومتر مانده به دوراهی که یک طرف آن به دریاچه ختم شده و طرف دیگر جادهٔ جدید کازرون شیراز را پی می‌گیرد، در سمت راست و تقریباً در فاصلهٔ یک کیلومتری جاده بنایی چهارطاقی مربوط به دورهٔ ساسانیان قرار دارد.